# Неритові відклади
Неритові відклади (рос. неритовые отложения, англ. neritic deposits, нім. neritische Ablagerungen f pl) — мілководні осади дна морів і океанів, що утворюються в межах материкової мілини на глибині до 200 м. Переважають галька, ракушняки, рідше оолітові і форамініферові піски, мулкі і хемогенні осади з органічними залишками.
Від грецького «нерит» — різновид морського молюска.